# Six récits au fil inconstant des jours
Six récits au fil inconstant des jours (浮生六記, aussi traduit : Récits d'une vie fugitive) est un ouvrage autobiographique de Shen Fu datant de la fin XVIIIe siècle ou du début du XIXe siècle, et dont il ne reste que quatre parties sur les six originales.

## Résumé de l’œuvre
Le premier chapitre "Félicité de la vie conjugale" décrit la rencontre de Chen Fou avec sa femme Yun, Mais rapidement elle tombe malade; Le récit continue avec le deuxième chapitre "Les petits agréments de l'existence"  qui parle des petits rien de la vie, on peut y décerner un certain épicurisme. Le troisième chapitre "Les chagrins de l'existence" est l'un des moins positifs, il raconte la fin de vie de Yun et les difficultés financières. Le dernier chapitre "Le plaisir des voyages" raconte ses souvenirs de voyages dans la Chine.
Deux autres chapitres sont perdus. Le premier parle de son voyage dans une île vers le Japon, quant à l'autre il se nomme « Manière de faire fructifier la vie », il parle de religion.

## Traductions françaises
- Shen Fu, Six récits au fil inconstant des jours, trad. Pierre Ryckmans , 1966
- Chen Fou, Récits d'une vie fugitive. Mémoires d'un lettré pauvre, trad. Jacques Reclus, avec une préface de Paul Demiéville, Gallimard, 1967
- Shen Fu, Six récits au fil inconstant des jours, JC Lattès, 2009